# Колони-каплиці (Меджибіж)
Колони-каплиці — католицькі придорожні каплички XVII ст. у формі колон, на вершині яких встановлювалися фігури Діви Марії, Яна Непомуцького або інших святих, а в нішах розташовувались ікони. В Меджибожі збереглись колони-каплиці у самому містечку та у с. Требухівці (передмістя Меджибожа). Третю колону-каплицю в с. Ставниця (інше передмістя Меджибожа) майже знищено у XX столітті, від неї зберігся лише цоколь. У реєстр пам'яток архітектури національного значення колони-каплиці занесені під спільним охоронним №1695

## Історія

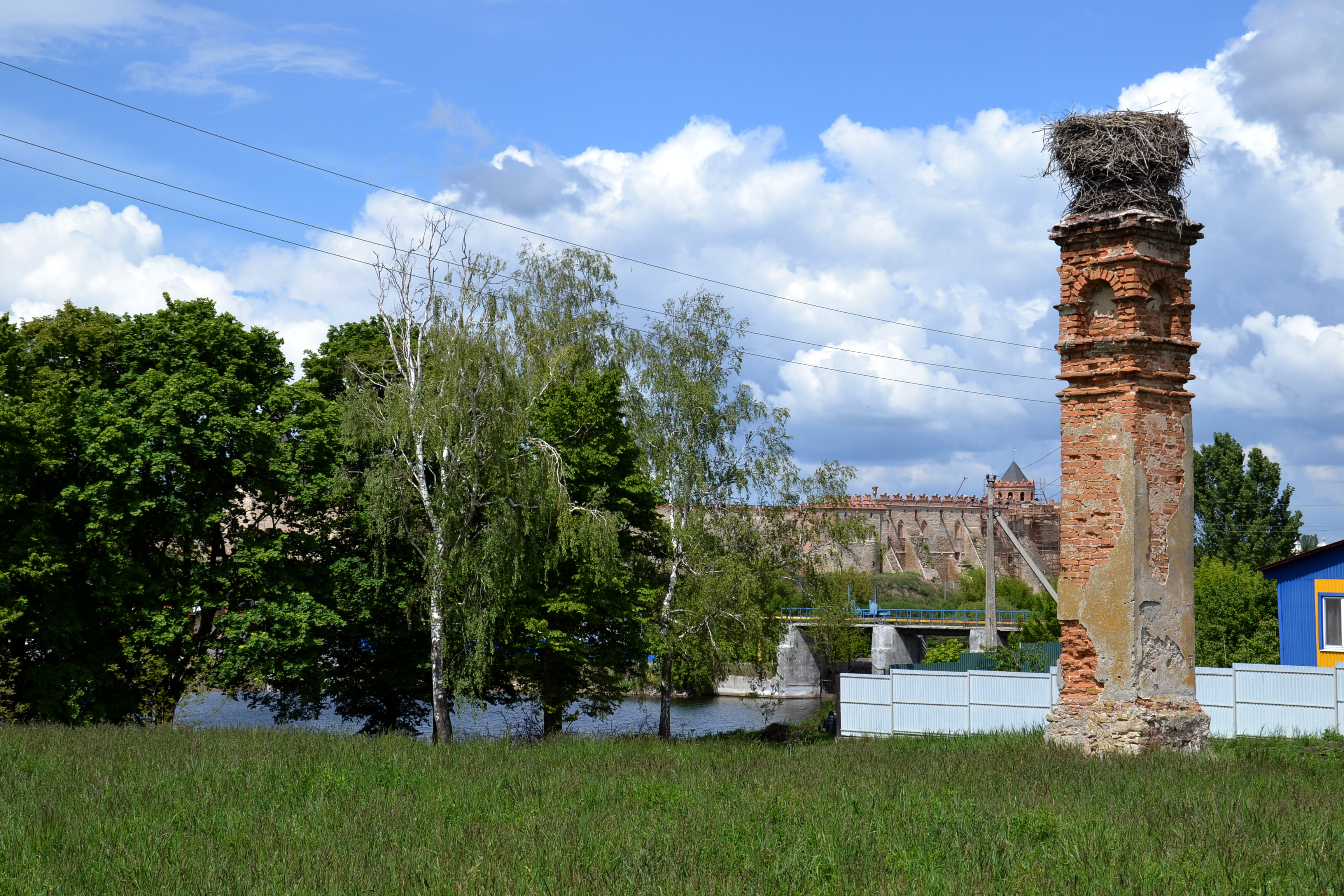
Колона-каплиця у передмісті Меджибожа Требухівцях

Усі колони-каплиці в Меджибожі розташовувались неподалік доріг та міських укріплень. Колона-каплиця в самому містечку знаходилась на лінії давніх міських укріплень (так званої фосси). До колони-каплиці у Требухівцях дорога з міста виходила через ворота, які називалися "Барськими і українськими" і проходила через довгий міст-греблю, залишки якого досі є на дні ставу на р. Південний Буг. Неподалік самої колони дорога ділилася на дві: "дорогу на Бар" та "Дорогу на Україну", тобто на схід.

## Опис споруд
Колони-каплиці  у Требухівцях і Ставниці (напівзруйнована) являють собою стовпи-обеліски, квадратні у плані, з квадратним декорованим навершям, на кожній грані якого є сліпа (у Требухівцях) або наскрізна (у Ставниці) наскрізна арка-ніша. Колона-каплиця в містечку — складнішої конфігурації: на високому постаменті встановлено багатоярусну круглу у плані колону, стовбур яких поярусно підкреслено пасками. Ця колона також має сліпі аркові ніші.

## Колони-каплиці в місцевому фольклорі
Згадки про період османського панування на Поділлі залишилися у місцевих мешканців у вигляді передань, де вигадка поєднується з історичними відомостями, доповнюючи їх в контексті фольклорної традиції. Колони-каплиці у Меджибожі, Требухівцях і Ставниці  є прикладом такої міфотворчості, а її збирачами та поширювачами — краєзнавці Віктор Гульдман, Юхим Сіцинський та інші.
|                                                                 | ...Від того часу залишилися також у трьох різних пунктах містечка три кам'яні стовпи, - з яких два у передмісті Трибухівцях, - призначення котрих залишилося невідомим; кажуть, що вони були прикрашені зображенням місяця. |
| — Юхим Сіцинський, Парафії і церкви Подільської єпархії, с. 544 | |

|                                                                      | Деякі з місцевих жителів називають ці стовпи мінаретами, але яке вони мають призначення, з достовірністю невідомо. Може бути, що вони були поставлені як пам'ятники трьом турецьким сановникам, що померли від моровиці, яка з'явилася на Поділлі одночасно з турецьким володарюванням і довгий час лютувала у краї. |
| — Генерал Орановський, Історичний нарис містечка Меджибожа, с. 11-12 | |